# Robledillo de Mohernando
Robledillo de Mohernando település Spanyolországban, Guadalajara tartományban. Robledillo de Mohernando Malaguilla, Puebla de Beleña, Cogolludo, Humanes, Mohernando és Málaga del Fresno községekkel határos. Lakosainak száma 183 fő (2024).

## Népesség
A település népessége az utóbbi években az alábbiak szerint változott:
| Lakosok száma | 159  | 129  | 125  | 143  | 120  | 121  | 115  | 115  | 127  | 183  |
|               | 2001 | 2004 | 2006 | 2009 | 2011 | 2014 | 2016 | 2019 | 2021 | 2024 |